# 泥面人
泥面人（英語：Clayface，有時又稱泥臉、泥人）是一群登場於DC漫畫的虛構超級反派角色所使用的稱號，現已有八人使用過此名，其中最著名的是第一代巴索·卡羅（Basil Jamal Karlo）。
他們共同的特徵是有著如黏土般的身體結構，並可依此變化來偽裝他人或成為武器來犯案。
在2009年，泥面人被IGN列為漫畫書史上100名最偉大的反派中的第73名。

## 人物

### 巴索·卡羅
巴索·卡羅本來是一名演員，某天他得知了自己過去所演的最得意的角色的所出現的戲劇將要重拍，可是製片方卻完全沒有邀請或通知他時，卡羅整個人就發狂了，於是他穿上了該戲中一名反派角色「泥面人」的服裝開始殺害劇組人員，直到被蝙蝠俠和羅賓給阻止。
事後卡羅就成了一名罪犯和蝙蝠俠作對，某次他使用高譚市的一名黑心商人Roland Daggett的保養泥漿產品，卻因為濫用過度而使身體泥化。之後他又獲取了二代到四代泥面人的身體組織樣本，這使他的能力更加的進化。
為了和蝙蝠俠對抗，他組織了「泥巴幫」並邀請了其他泥面人一起聯手，成員包括了一到四代的泥面人。

### 馬修·哈根
馬修·D.·哈根是一個唯利是圖的尋寶人，他在某次的深海探索中誤觸了一種古老的原生質黏土，這使他的身體產生了異變，這賦予了他隨心所欲變形的能力，他可以模仿任何東西的顏色、材質和性能。之後他把這能力用在犯罪獲利上，但屢次為蝙蝠俠給阻止。
哈根的能力不能持久，必須每隔一段期間就得回到該處重新接觸黏土才能維持，後來哈根找到了一間實驗室，成功地開發了一種藥物好讓他不用這麼費力，但效果只能保持五小時。

### 普雷斯頓·佩恩
普雷斯頓·佩恩從小患有疾病，使他的面容畸形，讓他飽受嘲笑。後來具有天才頭腦的他進入了星辰實驗室工作，試圖找到治癒自己的方法。在星辰實驗室獲得了馬修·哈根的血液樣本後，佩恩透過對此的研究完成了一種新的化學藥劑並給自己注射，雖然使他的容貌恢復了正常人的模樣，但很快地把自己變成泥巴的副作用也隨之產生，甚至因此溶化了自己的女友。
不想再傷害他人的佩恩替自己設計了一套動力裝甲來乘載自己的特殊身體，可是很快他發現如果他不去觸摸他人使其溶化分解的話，那這能力就會反過來傷害自己，為了生存，於是他向暴徒與流浪漢下手，但被蝙蝠俠發現並擊敗。

### 桑德拉·福勒
桑德拉·福勒因為對自己的長相不滿意，所以她同意接受變身的實驗，但最後的代價卻是她再也無法恢復正常的身體。

### 卡修斯·佩恩
卡修斯·佩恩是第三代泥面人普雷斯頓·佩恩和第四代泥面人桑德拉·福勒相愛後所生下的孩子。但他某天被綁架，並被帶到政府的一間研究設施去進行研究。研究人員發現他身體上的一小片組織附在人體上時其會成為Claything，他將獲得變形能力，抵禦子彈和其他傷害的能力，並繼承普雷斯頓融化物體的能力。

### 彼得·馬利博士
彼得·馬利博士在研究卡修斯·佩恩的身體組織樣本時被其附在身體上，這讓他變成了Claything。

### 托德·羅素
托德·羅素是一名陸軍士兵，在一次爆炸意外中身受重傷，卻被暗中送到某間研究設施進行研究，他的記憶在實驗中被消除，並令他獲得了泥面人的力量。
羅素因為實驗的緣故，使他的精神狀況變得極不穩定，在逃離研究設施後開始濫殺高譚市中的妓女，這引來了貓女的注意，他被擊敗後被送到星辰實驗室給冰封保存。

### 強尼·威廉斯
強尼·威廉斯是高譚市的消防員，某天在處理一間化學工廠的爆炸時，被其中的化學藥品濺到而擁有了泥面人的能力。害怕的他在逃避期間不小心殺害了一名妓女，這使得他更加的震驚與內疚，就在他打算自殺時被緘默給發現，緘默表示自己可以治癒他，只要他幫忙打敗蝙蝠俠。
威廉斯於是按照緘默的指示化身為湯米·埃利奧特（緘默的真實身分）與傑森·托特去傷害與混淆蝙蝠俠，可是他很快地發現自己是被緘默給利用了，於是他要求蝙蝠俠保護自己的家人，並與蝙蝠俠合作對抗緘默，威廉斯在對抗的過程中死去，並洗刷了阿福的清白。

## 能力
每一個泥面人雖然稱號相同，但其實擁有的能力皆有一定的差異。
共通的一點是他們都可通過泥化的身體改變自己的外貌變成他人，或是將手腳局部變化成武器。而且物理性質的攻擊對他們完全無效。
- 巴索·卡羅最初只是個沒有超能力的平凡人，直到他獲取了二代、三代與四代的DNA樣本後將其製作成了一種藥劑，並於注射後獲得了三者的能力（變身、模仿能力與聲音、溶解接觸的對象等）。新52後更強化到變成他人時連DNA檢測也無法分辨出他是個冒牌貨。
- 哈根則具有短暫的變身與模仿他人聲音的能力。
- 佩恩除了變身外，還能將接觸到的對象溶解。所以為了不傷害他人，他會用自己開發的動力裝甲隔絕接觸，該裝甲則具有超級力量與超級耐性。
- 福勒的能力具有變身與模仿他人能力的效果。
- 卡修斯的能力基本上承繼了父母雙方的特性，他身體組織的一部分附在他人身上時也會給予他人相似的力量。
- 馬利博士化身Claything的力量則來自於卡修斯，但沒有辦法如他一樣能將力量傳給他人。
- 羅素有變身的能力。
- 威廉斯有變身的能力。

## 其他媒體

### 電視劇
- 《天堂獵鷹》：由Kirk Baltz飾演。
- 《萬惡高譚市》：在「Wrath of the Villains: A Legion of Horribles」和「Wrath of the Villains: Transference」該集中登場，由Brian McManamon飾演泥面人（巴索·卡羅）[5][6][7]。

### 動畫
- DC動畫宇宙中所登場的泥面人為第二代的馬修·哈根，皆由朗·帕爾曼配音。
  - 《蝙蝠俠：動畫系列》
  - 《蝙蝠俠新冒險》
  - 《正義聯盟》
- 《新蝙蝠俠》：登場的泥面人為伊森·班奈特（動畫原創角色）和第一代的巴索·卡羅。前者由史蒂夫·哈里斯配音，後者則由華勒斯・蘭漢配音。
- 《哈莉·奎茵》：泥面人由艾倫·圖克配音。
- 《異世界自殺突擊隊》：泥面人（巴索·卡羅）由福山潤配音。
- 《生物突擊隊》：泥面人由艾倫·圖克配音。

### 動畫電影
- 《蝙蝠俠無限：萬聖夜浩劫》
- 《正義聯盟：閃點悖論》
- 《樂高蝙蝠俠電影》

### 電子遊戲
- 《樂高蝙蝠俠》：泥面人（巴索·卡羅）由Ogie Banks配音。
- 《蝙蝠俠：阿卡漢瘋人院》：泥面人（巴索·卡羅）在其中一間囚室中登場。
- 《蝙蝠俠：阿卡漢城市》：泥面人（巴索·卡羅）由Rick D. Wasserman配音。
- 《DC 超級英雄 Online》：泥面人（巴索·卡羅）由Benjamin Jansen配音。
- 《樂高蝙蝠俠2：DC超級英雄》：泥面人（巴索·卡羅）由Fred Tatasciore配音。
- 《蝙蝠俠：阿卡漢騎士》：可以在蝙蝠俠當作據點的帕尼薩製片廠中找到未成為泥面人的巴索·卡羅在當演員所拍的電影海報。